# Hantelnebel
Der Hantelnebel (auch als Messier 27 oder NGC 6853 bezeichnet, aus dem Englischen auch Dumbbell-Nebel) ist ein rund 1300 Lichtjahre entfernter, 7,5 mag heller planetarischer Nebel  im Sternbild Fuchs. Der Nebel ist vor ungefähr 10.000 Jahren aus der von einem Roten Riesenstern in seiner Endphase abgestoßenen Hülle entstanden und dehnt sich mit einer Geschwindigkeit von circa 30 km/s aus. Der Kern des Riesensterns ist dabei als über 100.000 Kelvin heißer Weißer Zwerg von 14 mag Helligkeit im Zentrum des Nebels verblieben.
Typisch für planetarische Nebel strahlt der Zentralstern aufgrund seiner hohen Temperatur überwiegend unsichtbar im Ultraviolett- und im Röntgenbereich, ionisiert jedoch mit dieser energiereichen Strahlung die Atome des Nebels und regt sie so zum Leuchten an. In diesem Nebel ist dabei eine Struktur mit der 100-fachen Helligkeit der Sonne und einer Winkelausdehnung von 8,0 × 5,7 Bogenminuten entstanden, die, mit kleineren Teleskopen beobachtet, namensprägend einer Hantel ähnelt. Umgeben wird sie von einer schwächer leuchtenden äußeren Hülle von 15 Bogenminuten Durchmesser.
Der Nebel wurde im Jahr 1764 von Charles Messier entdeckt und erregte bald wegen seiner eigentümlichen Gestalt wissenschaftliches Interesse. Anfang des 20. Jahrhunderts erkannte man, dass es sich um einen planetarischen Nebel handelt und Messier damit den ersten Nebel dieses Typs entdeckt hatte. Er ist am Firmament nach Sh2-216 und dem Helixnebel einer der nächstgelegenen, am größten und am hellsten erscheinenden planetarischen Nebel und so auch weiterhin Gegenstand vieler wissenschaftlicher und amateurastronomischer Beobachtungen.

## Entdeckung und Erforschung

### Entdeckung und Typisierung
Charles Messier entdeckte den Nebel im Jahr 1764 bei seiner Durchmusterung des Himmels nach nebelartigen Objekten. In nachfolgenden Beobachtungen schien der Nebel aus zwei verbundenen elliptischen Komponenten zu bestehen, deren Form John Herschel mit einer Hantel verglich und so 1833 den Namen des Nebels prägte. Untersuchungen ab Mitte des 19. Jahrhunderts mit zwischenzeitlich fortschrittlicheren und leistungsfähigeren Teleskopen zeigten eine komplexere Struktur; Fotografien gelangen Ende der 1880er Jahre. Parallel zur Klärung der Form wurde diskutiert, durch welche Rotation und Dynamik des Objekts sich die Form ergeben und erhalten könnte. Erste Spektralanalysen im Jahr 1864 durch William Huggins – ein Pionier auf diesem Gebiet – schlossen zuvor vermutete Sternhaufen aus. Die erkennbaren Spektrallinien deuteten vielmehr auf eine Masse von Gas oder Dampf hin. Die zweifelsfreie Einordnung als planetarischer Nebel zusammen mit einer das Erscheinungsbild erklärenden Theorie zur Gashüllenstruktur erfolgte schließlich in den 1910er Jahren durch Heber Doust Curtis.

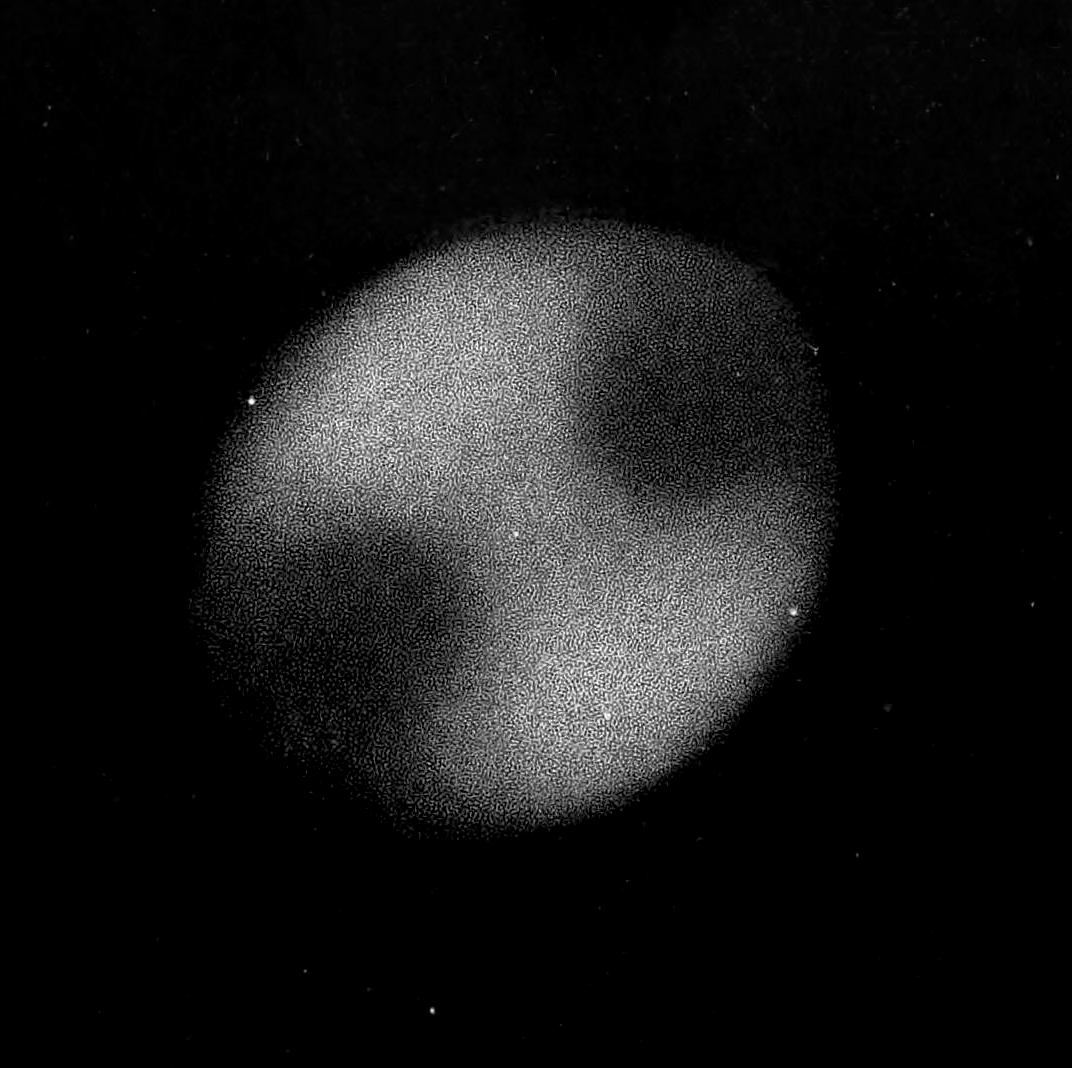
John Herschel, 1833 (invertiert und gespiegelt abgebildet): Gezeichnet nach Beobachtungen mit dem von seinem Vater entworfenen und gebauten 18,7-Zoll-Spiegelteleskop
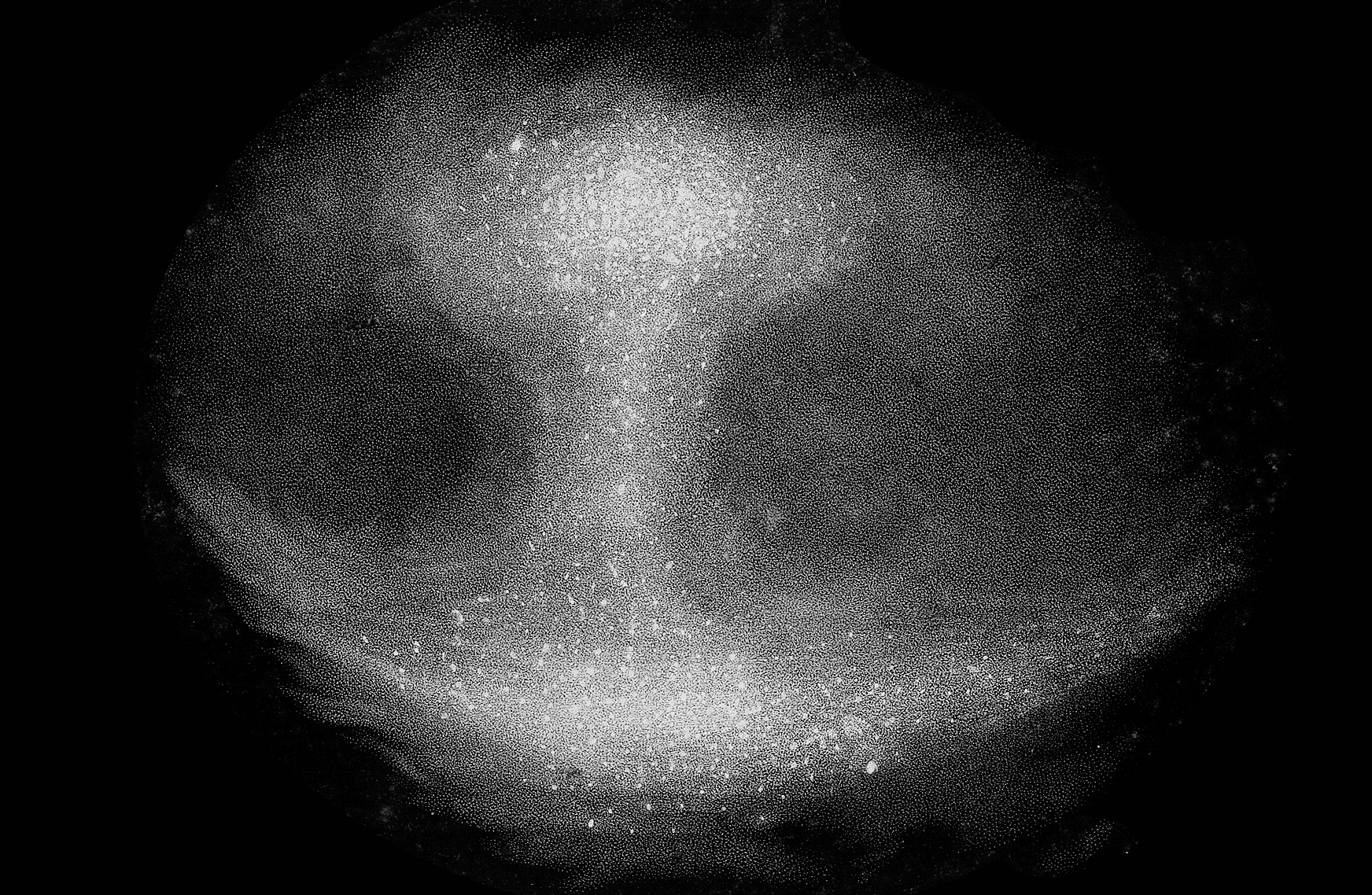
William Parsons, 3. Earl of Rosse, 1844 (invertiert abgebildet): Skizziert mithilfe seines Teleskops mit einem Licht-Sammelspiegel von 3 Fuß Durchmesser
Étienne Léopold Trouvelot, 1874: Pastell – beobachtet durch einen Refraktor mit 15 Zoll Öffnung. Reproduziert im Meyers Konversations-Lexikon, 1896[18]
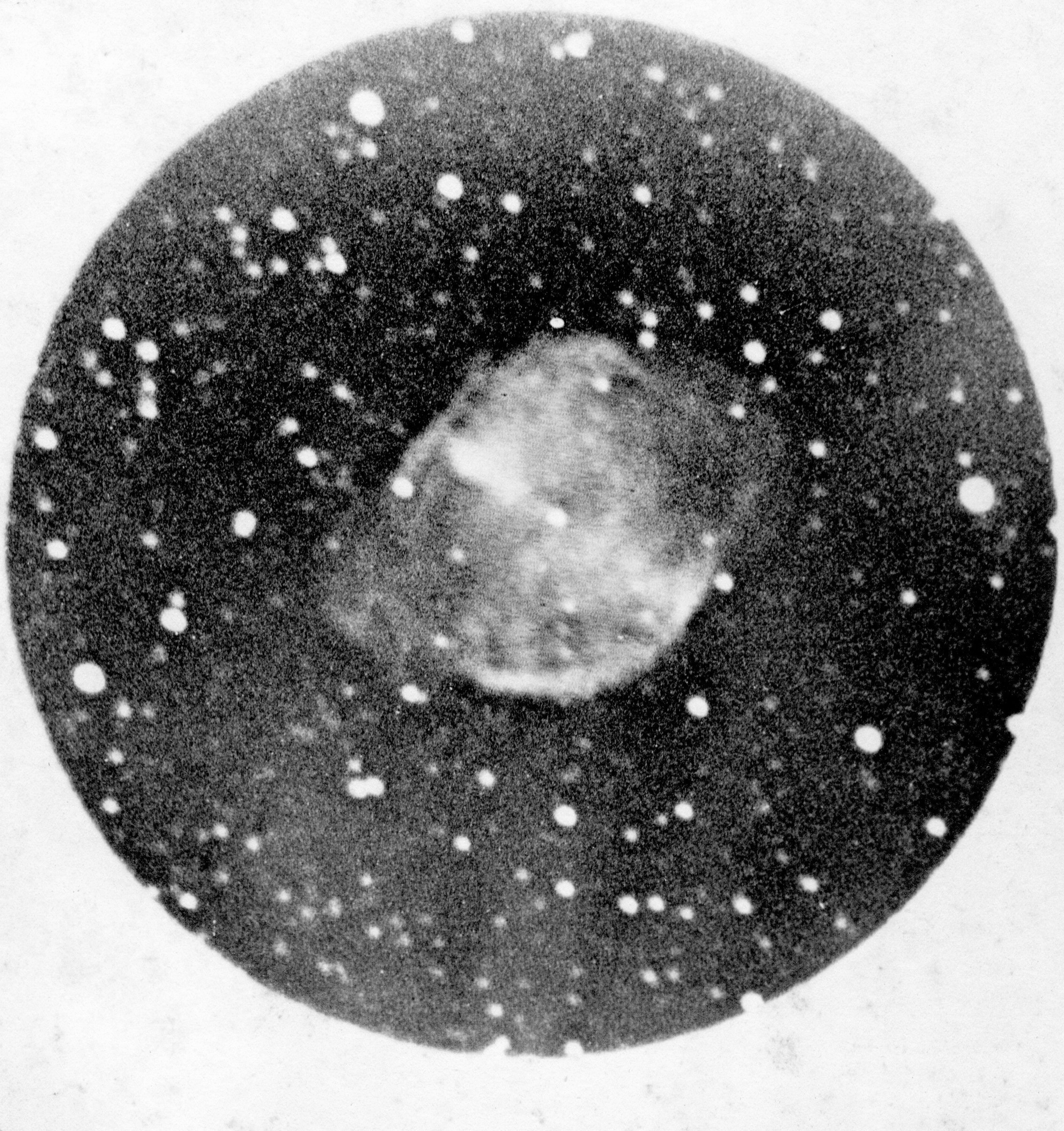
Isaac Roberts, 1888: Aufnahme mittels eines von ihm für astronomische Fotografien entwickelten Teleskops

### Zentralstern
Ob der Nebel einen Zentralstern aufweist und welche Eigenschaften dieser ggf. hat, wurde lange Zeit nur beiläufig betrachtet: Während die ersten Beobachter keinen Stern identifizieren konnten, beschrieb John Herschel einen Stern mit 14–15 mag in der Zentralregion, Heber Curtis bestimmte fotografisch eine Helligkeit von 12 mag. Die Eigenschaften des Zentralsterns hatten jedoch eine größere Bedeutung für Herman Zanstra: Er nutzte im Jahr 1931 die von ihm ermittelte Helligkeit von 13,4 mag zur Entfernungsbestimmung, nachdem er die hohe, auf 80.000 Kelvin bestimmte Oberflächentemperatur des Sterns zur Erklärung der Leuchtkraft des Nebels herangezogen hatte. Er bemerkte dabei, dass die Masse des Zentralsterns größenordnungsmäßig der der Sonne ähnelte, während der Radius nur einen Bruchteil beträgt, und dass die sich daraus ergebende hohe Dichte der eines weißen Zwergs vergleichbar ist. Zuvor zeigte schon Donald Menzel, dass diese heißen, leuchtschwachen Sterne im Zentrum planetarischer Nebel in eine Klasse mit den weißen Zwerge gehören könnten, und Boris Alexandrowitsch Woronzow-Weljaminow folgerte kurz darauf anhand weiterer Untersuchungen schließlich: 

“the nuclei of planetary nebulae are ‚ultra-white dwarfs‘”

„die Kerne von planetarischen Nebeln sind ‚ultraweiße Zwerge‘“

Beobachtungen mithilfe des Röntgenobservatoriums ROSAT und des Chandra-Weltraumteleskops zeigten eine Temperatur von 100.000 Kelvin mit einem erwartungsgemäßen Spektrum – im Unterschied zu vielen anderen untersuchten planetarischen Nebeln, bei denen das Spektrum durch einen nahen Begleiter, einen Materierückfluss auf den Stern oder eine Stoßfront beeinflusst sein kann. Eine jüngere Untersuchung der Helligkeit ergab 14 mag. Basierend auf der im Jahr 1999 mit 56 % der Sonne berechneten Masse des Zentralsterns konnte mithilfe des Hubble-Weltraumteleskops der Durchmesser auf 5,5 % der Sonne bestimmt werden.
Frühere Beobachtungen hatten zudem gezeigt, dass der Zentralstern Teil eines als “wide binary” bezeichneten Doppelsternsystems ist; das Doppelsternsystem wurde dann mit dem Weltraumteleskop Gaia bestätigt, die Masse des Begleiters auf 59 % der Sonne, seine Spektralklasse mit K und sein Abstand auf 2453 Astronomische Einheiten bestimmt.

### Entfernung
Die Entfernung wurde im Jahr 1931 von Herman Zanstra anhand der Helligkeiten von Zentralstern und Nebel ermittelt, doch blieb sie lange mit großen Unsicherheiten behaftet: Die Ergebnisse in der Folgezeit von Messungen nach verschiedenen Methoden reichten von 490 bis hin zu 3500 Lichtjahren. Auch Triangulationen durch optische Parallaxenmessung am Zentralstern um das Jahr 2000 wiesen selbst unter Verwendung des Hubble-Weltraumteleskops noch unerwartet große Messfehler auf. Erst mithilfe des auf Parallaxenmessung spezialisierten Satelliten Gaia gelang eine über Jahre stetig verbesserte Entfernungsbestimmung, die im Jahr 2020 einen Wert von 1278 Lichtjahren mit einer Unsicherheit von 9 Lichtjahren ergab.

### Dynamik und Alter
Herman Zanstra interpretierte im Jahr 1931 die kurz zuvor entdeckte Aufspaltungen in Spektrallinien einiger planetarischer Nebel als Effekt der Doppler-Verschiebung, hervorgerufen durch eine Expansion der Nebelhülle; deren Rotation konnte dadurch ausgeschlossen werden. Iossif Samuilowitsch Schklowski zeigte im Jahr 1956, dass diese expandierende Hülle am zeitlichen Ende eines Roten Riesensterns von diesem abgestoßen wird, von dem dann ein heißer weißer Zwerg verbleibt. Für den Hantelnebel konnte die Geschwindigkeit der Expansion von Olin C. Wilson mit rund 28 km/s ermittelt werden; beginnend in den 1970er Jahren ergaben erneute Messungen dann 30 beziehungsweise 31 km/s, zudem weitere Geschwindigkeitskomponenten, die als Folge einer komplexeren Hüllenstruktur gesehen wurden. Darüber hinaus wurde versucht, anhand von zeitlich weit auseinanderliegenden Fotografien, eine Größenzunahme zu erkennen. Eine Studie ermittelte eine Ausdehnung des Radius von 6,8 und eine zweite von 0,64 Bogensekunden je Jahrhundert (wobei allerdings aufgrund von Entfernung und Expansionsgeschwindigkeit ein Wert von 2 erwartet wurde), während eine spätere dritte Studie innerhalb der Genauigkeit keine Ausdehnung feststellen konnte und so eine Obergrenze von 2,3 Bogensekunden je Jahrhundert angab. Anhand von Abstand, scheinbarer Größe und spektroskopisch ermittelter Ausdehnungsgeschwindigkeit konnte jedoch der Ursprung der Expansion zurückgerechnet und ein Alter des Nebels von rund 10.000 Jahren bestimmt werden.

### Struktur und Zusammensetzung
Mit der Verfügbarkeit leistungsfähigerer und neuartiger Instrumente wurde versucht, weiteren Aufschluss über die Struktur des Nebels zu erhalten. Mithilfe des seinerzeit weltweit zweitgrößten, eine Öffnung von 4 Meter aufweisenden Mayall Telescope konnte beispielsweise im Jahr 1974 ein ausgedehnter Halo (später als äußere Hülle bezeichnet) von 15 Bogenminuten Durchmesser entdeckt werden. Beobachtungen mit dem Very Large Telescope, dem Hubble-Weltraumteleskop und dem Subaru-Teleskop zeigen „Knoten“ in dem Nebel, klumpenförmige Bereiche mit einem Großteil der Materie. Diese befinden sich hauptsächlich in Richtung der kürzeren Ausdehnung und da im Außenbereich, wie nachfolgende Untersuchungen zeigen. Diese Untersuchungen trugen auch zur Klärung des Erscheinungsbildes bei; sie zeigten, dass der Nebel entlang der kürzeren Ausdehnung (Nordost-Südwest-Richtung) strahlungsbegrenzt, entlang der Hauptachse (Südost-Nordwest-Richtung) jedoch materiebegrenzt ist. Mithilfe von numerischen Simulationen konnte das Erscheinungsbild aus einem Nachlassen des Sternenwinds erklärt werden.
Detaillierte rechnerische Simulationen weisen im Zusammenspiel mit Beobachtungen auf eine Interaktion des Nebels mit umgebender interstellarer Materie in Form einer bogenförmigen Stoßfront hin.
Weitere Spektralbereiche zur Untersuchung des Nebels eröffneten Radio- und seit Ende des 20. Jahrhunderts insbesondere  Weltraumteleskope für Mikrowellen- und Röntgen-Strahlung:
- Im Radiobereich erfolgten Abbildungen mit dem Very Large Array Anfang der 1980er Jahre und zeigten Ähnlichkeit zur Hα-Emission der inneren Hülle, während keine Radioemissionen der äußeren Hülle detektierbar waren.[41]
- Der Nebel wurde mit dem Planck-Weltraumteleskop untersucht, eine Dichte von 20.000 ionisierten Atomen pro Kubikzentimeter und deren Masse von etwa dem 6,5 % der Sonne sowie eine Temperatur von 6.000 bis 10.000 K ermittelt.[42] Spektroskopische Untersuchungen ergaben ähnliche Temperaturen,[38] zudem die Häufigkeitsverteilung verschiedener Elemente: Neben den Ionisationslinien von Wasserstoff und Helium konnten die Elemente Stickstoff, Sauerstoff, Neon und Schwefel (mit jeweils weniger als 0,1 % Anteil) nachgewiesen werden.[43][44]
- Mithilfe des UKIRT,[45] des Subaru-Teleskops,[37] des Spitzer-Weltraumteleskops[46] und des Herschel-Weltraumteleskops[47] konnte molekularer Wasserstoff und dessen Verteilung nachgewiesen werden; die Menge wurde auf 13 % der Sonnenmasse bestimmt.[45] Weitere Moleküle wie CO, HCO+, CS, CN, HCN und HNC wurden im Millimeterwellenbereich detektiert.[48][49] Es zeigt sich, dass diese Moleküle mit einer ähnlichen Geschwindigkeit wie die ionisierte Hülle expandieren und dass sie eine Masse von etwa 1 % der Sonne besitzen. In der Studie wurde daraus dann 30 % der Sonnenmasse für die ionisierte Hülle errechnet.[50] Mit IRAS ergab sich 21 % der Sonnenmasse für Gas, zudem 0,031 % der Sonnenmasse an Staub.[51]
- Bei Beobachtungen mithilfe des Weltraum-Röntgenobservatoriums ROSAT und des Chandra-Weltraumteleskops war keine Röntgenemission aus der Nebelhülle nachweisbar, was bei einem Alter über 5000 Jahren typisch ist.[22][23]

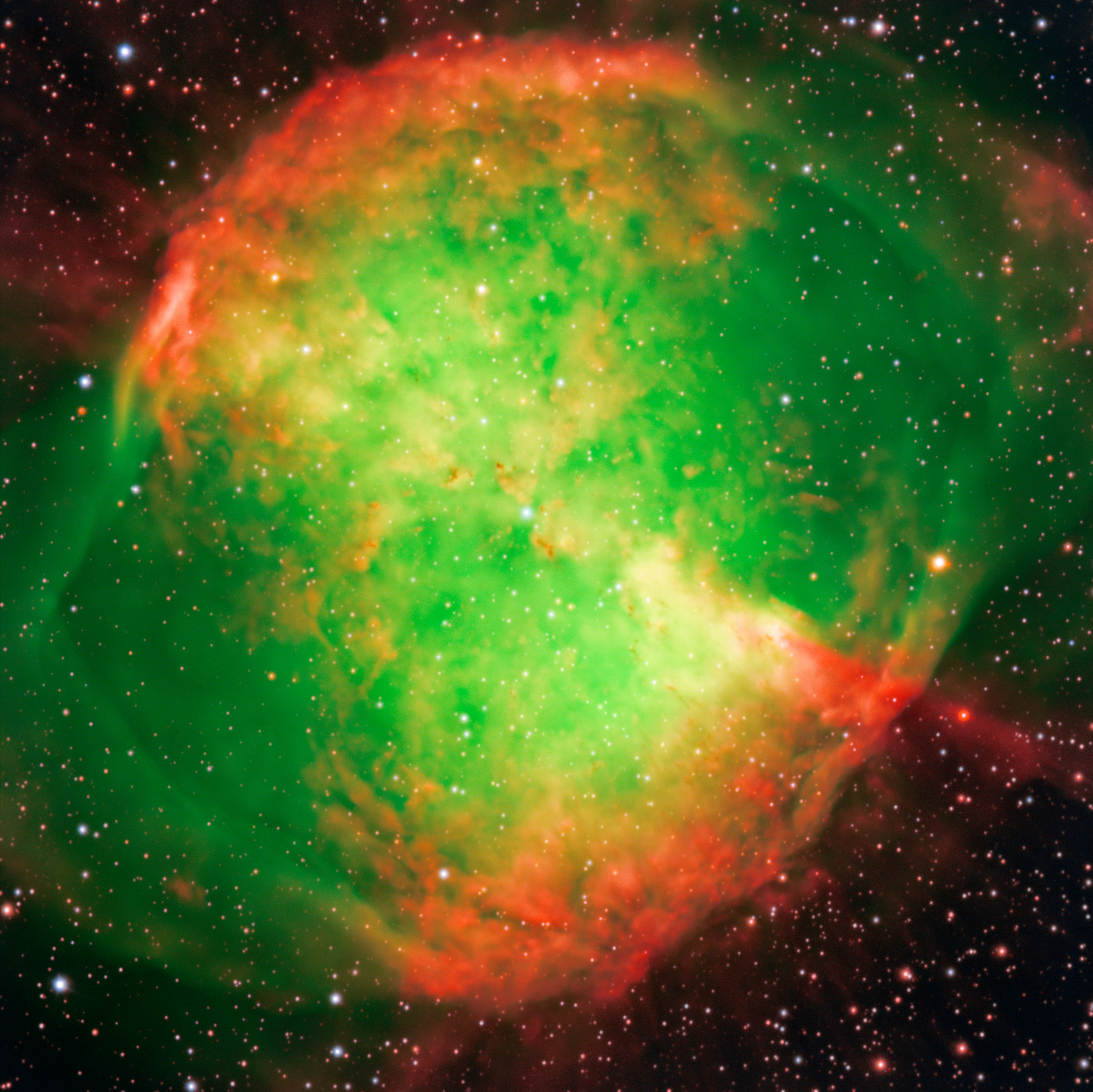
Die Aufnahme des Lichts der Wasserstofflinie (rot), der Sauerstofflinien (grün) und der Heliumlinie (gelb) mittels passender Filter zusätzlich zu breitbandigen Filtern des Very Large Telescope zeigt zugleich näherungsweise die natürliche Farberscheinung. Norden ist oben, Westen rechts.
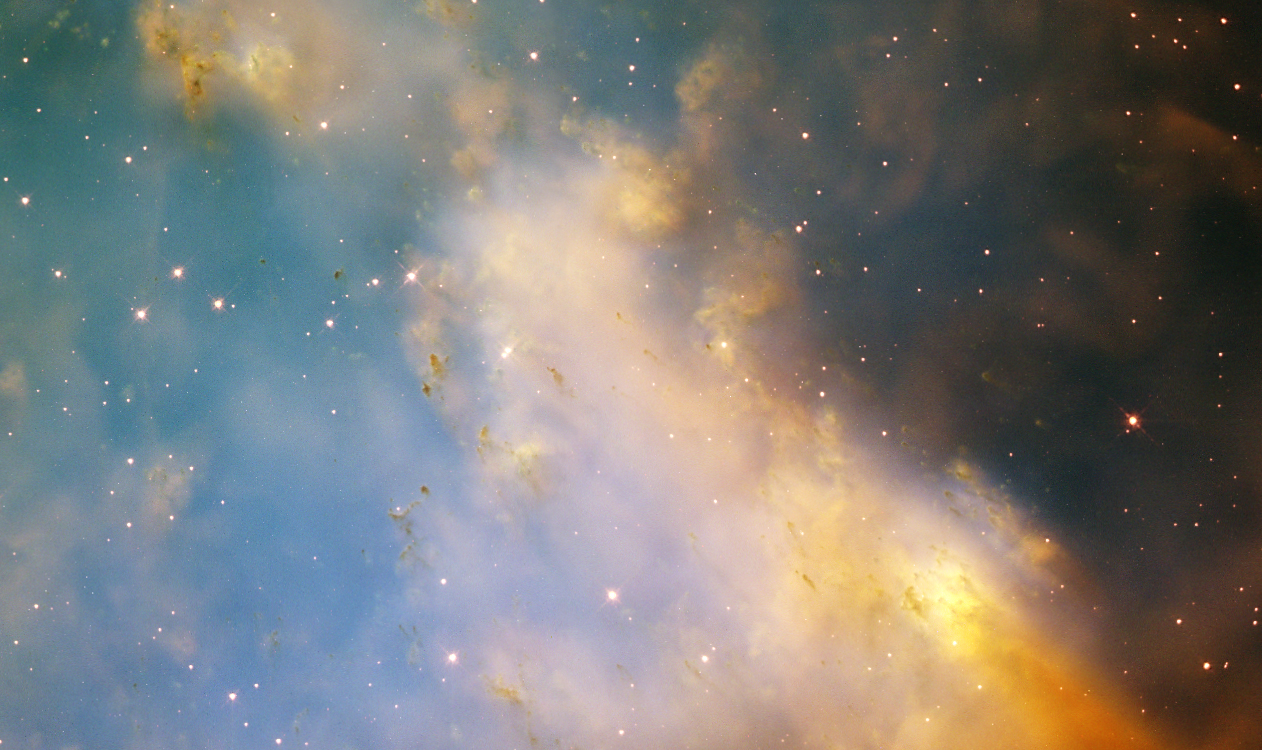
Detailaufnahme mehrerer Knoten im Hantelnebel mithilfe des Hubble-Weltraumteleskops
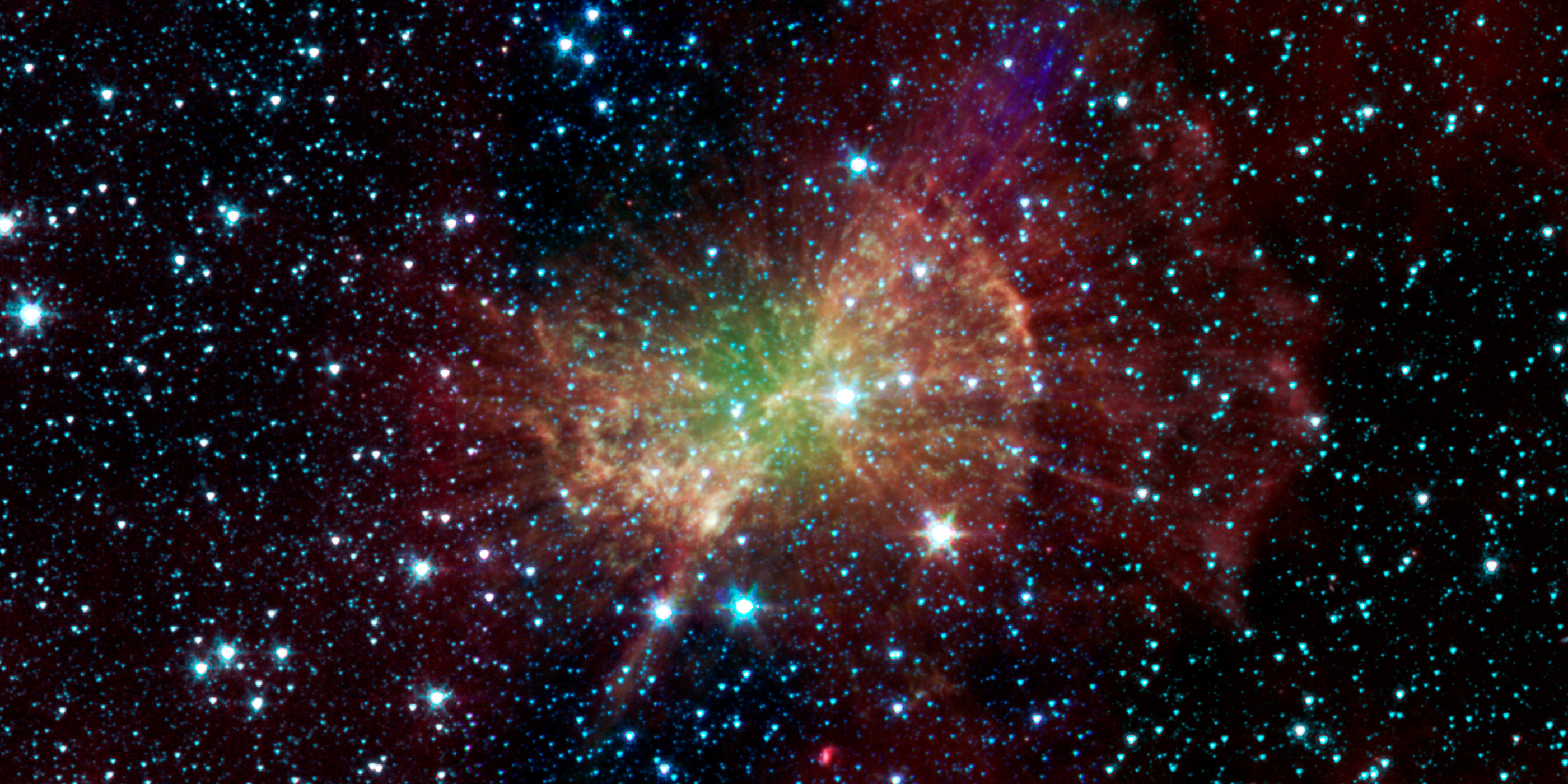
In der Infrarotaufnahme des Spitzer-Weltraumteleskops sind grün heiße, ionisierte Gase, rot kühlere Moleküle abgebildet.

## Beobachtbarkeit
Bei einem dunklen, klaren Himmel abseits großer Städte ist der planetarische Nebel bereits in guten Ferngläsern als sternähnliches Objekt zu sehen. Die Hantelform des Nebels lässt sich mit Teleskopen von mindestens 10 cm Öffnung identifizieren. Feinere Strukturen zeigen erst größere Teleskope ab 20 cm Öffnung, leichte Farbtöne sind visuell kaum auszumachen. Der Halo, der den hellen inneren Bereich umgibt, ist mit normalen Amateurteleskopen nur fotografisch festzuhalten und erfordert auch bei Teleskopen mit einem Öffnungsdurchmesser von 60 cm Belichtungszeiten bis hin zu 100 Stunden.

## Rezeption
Bereits im 19. Jahrhundert wurde der Hantelnebel in populärwissenschaftlichen Büchern zur Astronomie aufgegriffen. Beispielsweise erläutert Dionysius Lardner in seinem Buch Popular Astronomy die Erkenntnisse von Herschel und Rosse und ihre Konsequenz zur Dynamik des Nebels; Simon Newcomb und Rudolf Engelmann schildern diese Beobachtungen in ihrem Buch Populäre Astronomie dann als „Menge von sternähnliche Flöckchen“ und weisen darauf hin, dass im Spektrum nur Wasserstoff- und Stickstofflinien zu sehen sind. Auch Enzyklopädien spiegeln den jeweiligen Kenntnisstand wider, so zeigt Meyers Konversations-Lexikon aus dem Jahr 1896 halbseitig eine Zeichnung und berichtet im Jahr 1923, dass es sich um einen planetarischen Nebel handelt, das Brockhaus’ Konversations-Lexikon aus dem Jahr 1893 verweist vom „Dumbell nebūla“ [sic] auf das Sternbild Fuchs und nennt da als Besonderheit alleinig:

„Im F. steht eine ausgezeichnete, von Messier entdeckte und von Rosse als Dumbell nebula bezeichnete Nebelmasse; die bisherigen Beobachtungen haben den Nebel nicht in Sterne auflösen können, vielmehr hat Huggins in ihm ein Gasspektrum erkannt.“

Mit seiner Erforschungsgeschichte und als prominenter planetarischer Nebel ist er auch weiterhin regelmäßig in amateurastronomischen und populärwissenschaftlichen Büchern, Zeitschriften oder Webseiten beschrieben, er wird darin beispielsweise als „der auffälligste Planetarische Nebel am Nordsternhimmel“ hervorgehoben. Darüber hinaus berichteten auch die Kinder- und Jugendsachbuchreihe Was ist was und, im Fall von besonderen Forschungsergebnissen, Leitmedien wie Der Spiegel vom Hantelnebel.
Als Bildmotiv wird der Nebel auf zwei Briefmarken von Guyana verwendet.